# Rajsk (przystanek kolejowy)
Rajsk – przystanek osobowy w Rajsku, w województwie podlaskim, w Polsce. W związku z budową nowego przystanku Orzechowicze, planowana jest likwidacja p.o. Rajsk.

## Ruch pasażerski
| Rok  | Wymiana pasażerska na dobę |
| ---- | -------------------------- |
| 2017 | 0-9                        |
| 2022 | 0-9                        |